# Spoorpark (Amsterdam)
Spoorpark is een park in Amsterdam Nieuw-West. Alhoewel de naam al eerder in gebruik werd genomen, werd de tenaamstelling eerst op 14 mei 2024 officieel vastgelegd. Het park werd in drie gedeelten aangelegd:
- Spoorpark-Noord is gelegen tussen de Jan Evertsenstraat en Postjesweg (circa 2000)
- Spoorpark-Midden komt tussen de Postjesweg en de Marius Bauerstraat (verwachting 2028)
- Spoorpark-Zuid is gelegen tussen de Marius Bauerstraat en Johan Jongkindstraat (2024).

## Geschiedenis
Dit gebied was eeuwenlang agrarisch gebied. In de 19e eeuw viel het gebied onder de gemeente Sloten, dat behalve enkele dorpskernen uit grasland en water bestond. Eind 19e eeuw zag die gemeente gemeente Amsterdam in de verte naderen. Dit ging in zodanig rap tempo dat in 1921 Amsterdam Sloten annexeerde. Vrijwel direct kwam er een eerste teken van drukker verkeer. In 1921 werd begonnen met de aanleg van de Ringspoorbaan (naamgever van het park), die uit een dijklichaam bestond met daarin enkele kunstwerken. Toen de dijk eenmaal gelegd was volgde met name in de jaren veertig tot en met zestig de grote stadsuitbreidingen in Nieuw-West en werd de dijk doorsneden door verkeerswegen. Die Ringspoordijk zou lang het speelterrein voor kinderen blijven; een trein zou er tot in de jaren zeventig niet rijden. Pas in 1978 werd hier (een gedeelte van) de Schiphollijn in gebruik genomen worden. 
Dat dijklichaam had afwatering nodig, aan beide kanten volgden afwateringstochten. Het werd een wat onbestemd gebied. In het gebied tussen Jan Evertsenstraat, Ringspoorbaan, Johan Jongkindstraat en Rijksweg 10 kwamen steeds meer mensen wonen. Het betekende meer steen, beton en asfalt. In de 21e eeuw kwam het bewustzijn dat die mensen meer groen nodig hadden en dat ook de afwatering een nieuwe aanpak nodig had. Vanaf 2020 tot 2024 werd er gewerkt aan een parkachtige structuur (lengte 1,1 kilometer; breedte circa 30 meter) aan de stadszijde van de ringspoorbaan. Voor opvang van water werd de sloot hier en daar verbreed tot twaalf meter. Het park kon op het middengedeelte (planning 2028) na in juli 2024 in gebruik genomen worden. Het park wordt op kleine schaal doorbroken door de Marius Bauerstraat en op grote schaal door de Postjesweg met de Charley Tooropbrug.

## Onderzoek
Het park zal de eerste jaren mede dienen tot onderzoek om te kijken of de speciaal toegepaste flora zich weet te handhaven en uit te breiden. Er werden oevers speciaal ingericht om ruimte te bieden voor speciale plantensoorten. Ook in het water werd gekozen voor een specifiek soort planten die (kunnen) bijdragen aan natuurlijke reiniging van het water. Tevens wordt onderzocht hoe de onderlinge zichtbare en onzichtbare waterlopen van invloed op elkaar zijn; dat onderzoek loopt tot aan de Sloterplas, die gemiddeld op een kilometer afstand ligt, aan toe.

## Bouwwerken
In het park liggen vier voetbruggen: twee in Noord en brug 2465 en brug 2466 in Zuid. Bij de Postjesweg staat Eindgemaal Postjesweg. 